# Juan Antonio Belmonte Prados
Juan Antonio Belmonte Prados (Barcelona, 22 de febrer de 1936) va ser un ciclista català, que fou professional entre 1959 i 1963. De la seva carrera destaca sobretot la victòria al Campionat Basco-navarrès de muntanya de 1962.

## Palmarès
- 1959
  - 1r al Trofeu Mossen Borràs
  - 1r a la Llagosta
- 1962
  - 1r al Campionat Basco-navarrès de muntanya

### Resultats a la Volta a Espanya
- 1961. Abandona